# Göran
Ne doit pas être confondu avec le prénom slave Goran.
Cette page présente le prénom Göran ainsi que ses variantes.
Göran ou Jöran est un prénom masculin scandinave, équivalent suédois du prénom Georges. 
Ce prénom suédois se rencontre également en Finlande, parmi la population suédophone. 
Le prénom Göran est à l'origine du patronyme suédois Göransson signifiant « Fils de Göran ». 

## Personnalités portant ce prénom
- Pour l'ensemble des articles sur les personnes portant ce prénom, consulter :
  - la liste des articles dont le titre commence par ce prénom
  - les listes produites par Wikidata : Liste des personnes de prénom « Göran » — même liste en incluant les éventuels prénoms composés qui contiennent « Göran ».

## Variante Jöran
- Jöran Hägglund (en) (né en 1959), personnalité politique suédoise ;
- Jöran Jermas (né en 1947), écrivain et journaliste suédois ;
- Jöran Nordberg (1677–1744), biographe suédois ;
- Jöran Persson (en) (v. 1530–1568), favori du roi Éric XIV de Suède.

- Pour l'ensemble des articles sur les personnes portant ce prénom, consulter :
  - la liste des articles dont le titre commence par ce prénom
  - les listes produites par Wikidata : Liste des personnes de prénom « Jöran » — même liste en incluant les éventuels prénoms composés qui contiennent « Jöran ».